# ISO 3166-2:BH
Kódy ISO 3166-2 pro Bahrajn identifikují 4 guvernoráty (stav v listopadu 2015). První část (BH) je mezinárodní kód pro Bahrajn, druhá část sestává ze dvou čísel identifikujících region.

## Seznam kódů
```
BH-13 Al Manāmah (guvernorát hlavního města)
BH-14 Al Janūbīyah (jižní guvernorát)
BH-15 Al Muḩarraq (guvernorát Muharraq)
BH-17 Ash Shamālīyah (severní guvernorát)
```